# Néstor Díaz
Néstor Díaz García, más conocido como Néstor Díaz, (Sabadell, 26 de junio de 1992) es un futbolista español que juega de portero. Actualmente forma parte de la plantilla del Club Deportivo Don Benito del Grupo IV de la Segunda División B.

## Carrera internacional
Néstor comenzó su carrera deportiva en la Sociedad Deportiva Ponferradina "B", llegando a debutar con el primer equipo en 2012. Tras destacar en la Ponferradina ficha por el Sevilla Fútbol Club jugando en su equipo C y en el Sevilla Atlético, con el que jugó un par de partidos.
Tras su paso por el Sevilla ficha por el Real Club Deportivo Espanyol "B" donde no cuajó, por lo que un año después dejó el club catalán para fichar por el Real Club Celta de Vigo. Con el Celta B fue titular indiscutible es su primera temporada en Vigo, llegando a debutar el 23 de agosto de 2015 con el Celta en Primera División en una victoria por 2-1 contra el Levante Unión Deportiva.
Tras bajar su participación en su segunda temporada en el Celta B abandonó el club celeste para fichar por el Club Deportivo Badajoz de la Segunda División B.

## Clubes
- Sociedad Deportiva Ponferradina "B" (2011-2012)
- Sociedad Deportiva Ponferradina (2012)
- Sevilla Fútbol Club "C" (2012-2014)
- Sevilla Atlético (2012)
- Real Club Deportivo Espanyol "B" (2014-2015)
- Real Club Celta de Vigo (2015-2017)
- Club Deportivo Badajoz (2017-2018)
- Club Deportivo Don Benito (2019-)